# 用賀神社
用賀神社（ようがじんじゃ）は、東京都世田谷区用賀にある神社。口伝によれば、元は神明社であったが数社を合祀し、現在の用賀神社となった。

## 祭神
祭神として以下を祀っている。
- 天照大神
- 応神天皇
- 菅原道真公
- 仲哀天皇
- 神功皇后
- 倉稲魂命
- 市杵島姫命
- 大山祇命

## 歴史
- 1908年（明治41年）8月 - 八幡神社、天神社、ほか三社を合祀[4]
- 1908年（明治41年）11月 - 用賀神社と改称[5]

## 境内

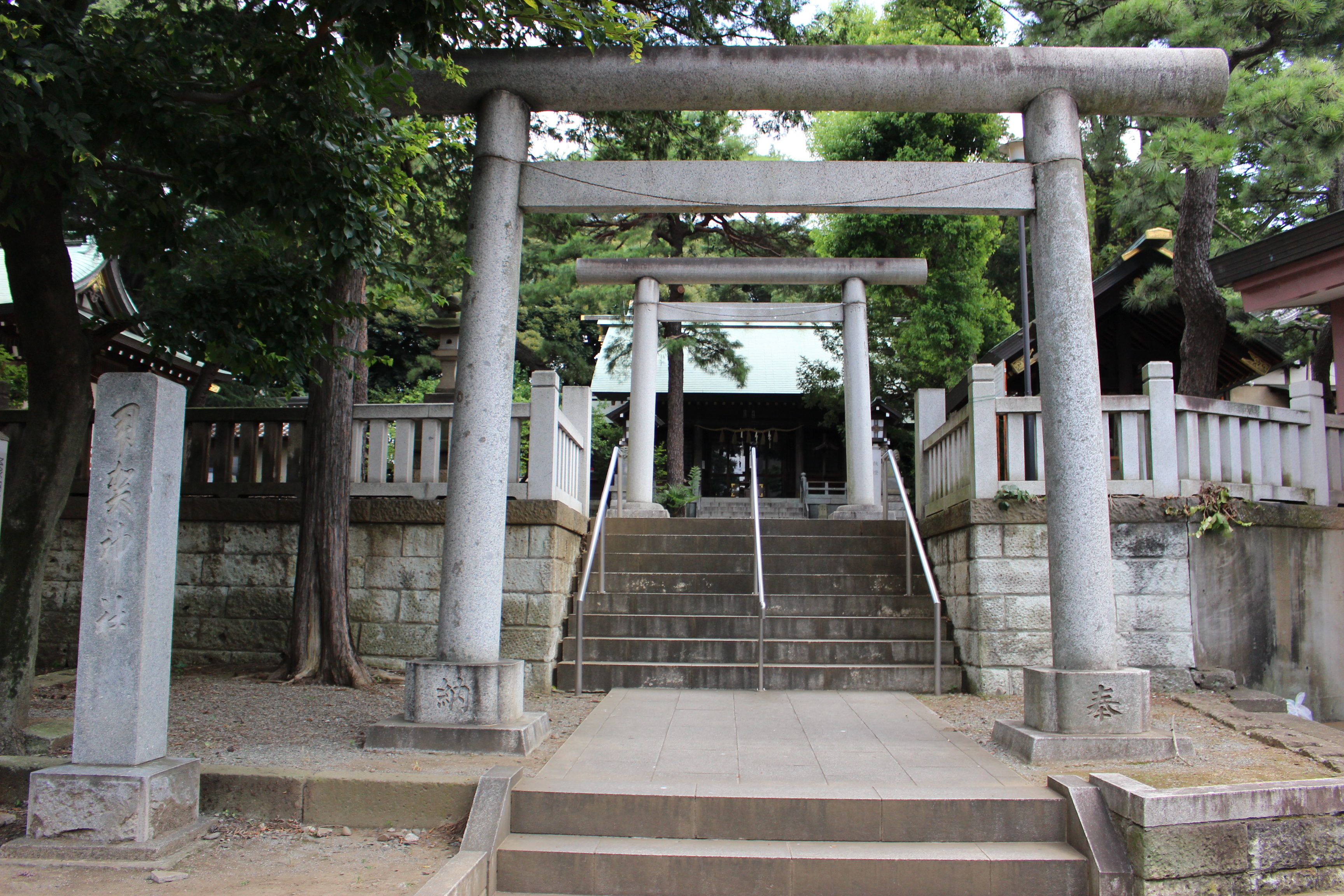
鳥居 様式：靖国鳥居

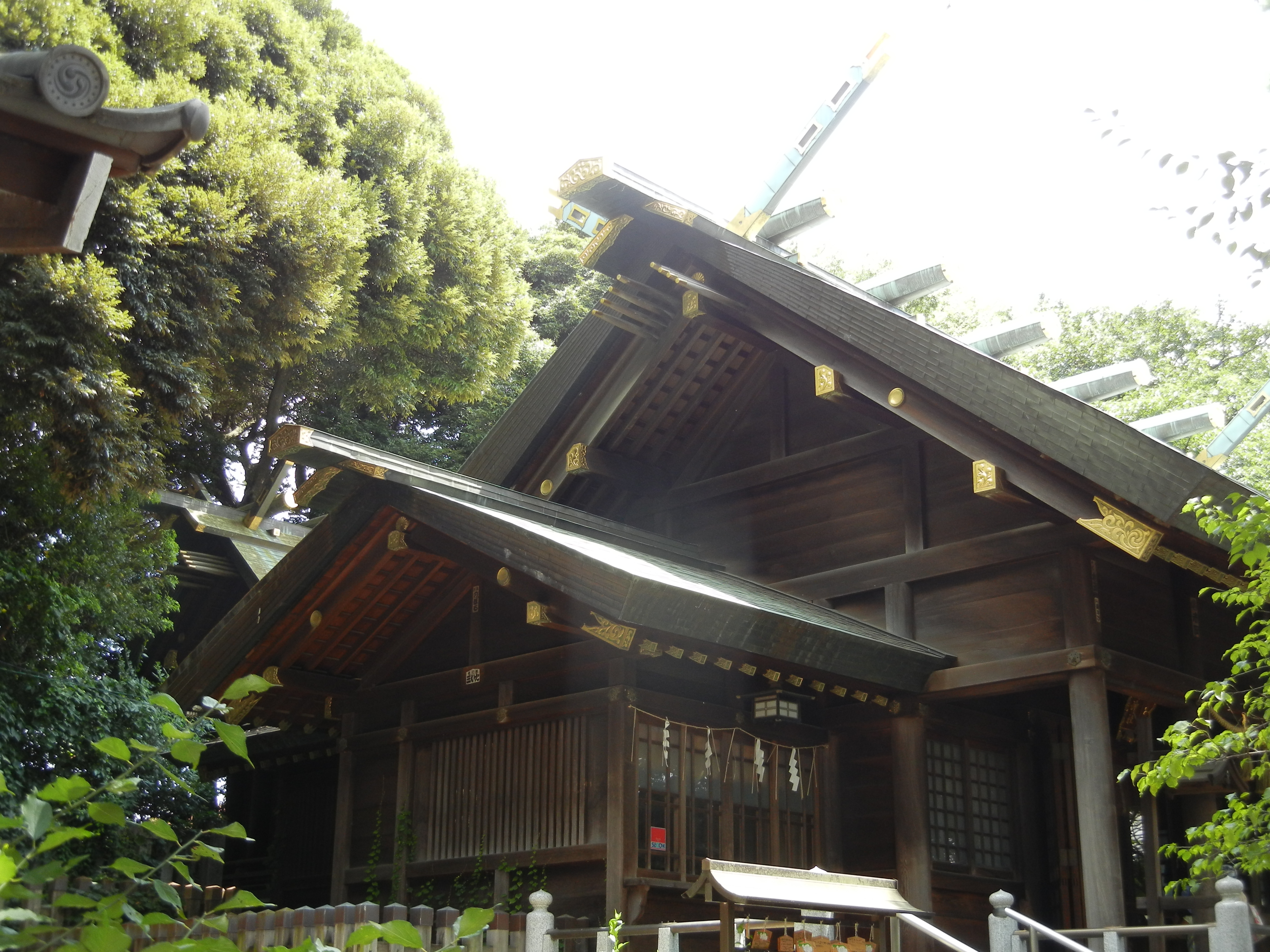
本殿 様式：神明造り

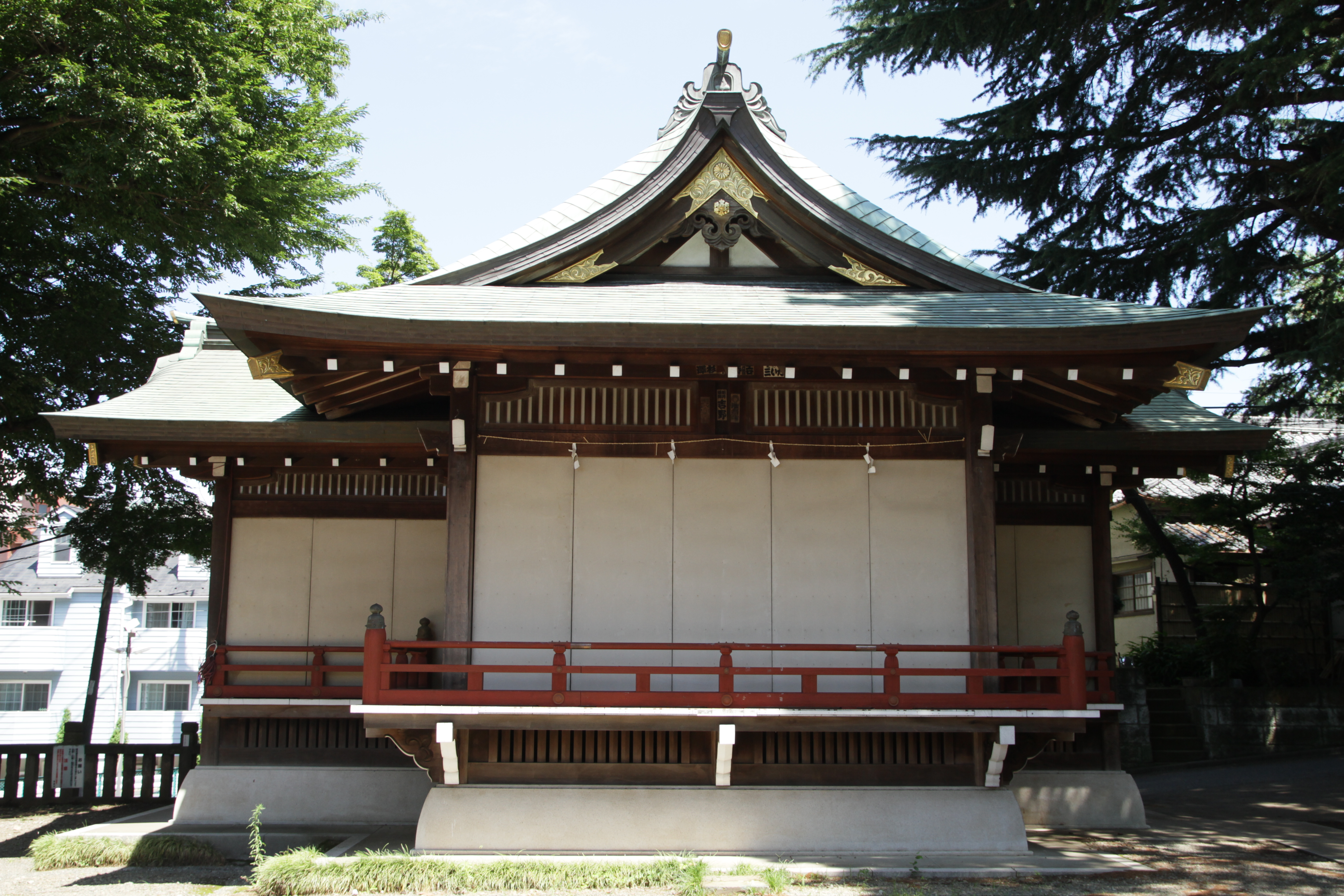
神楽殿

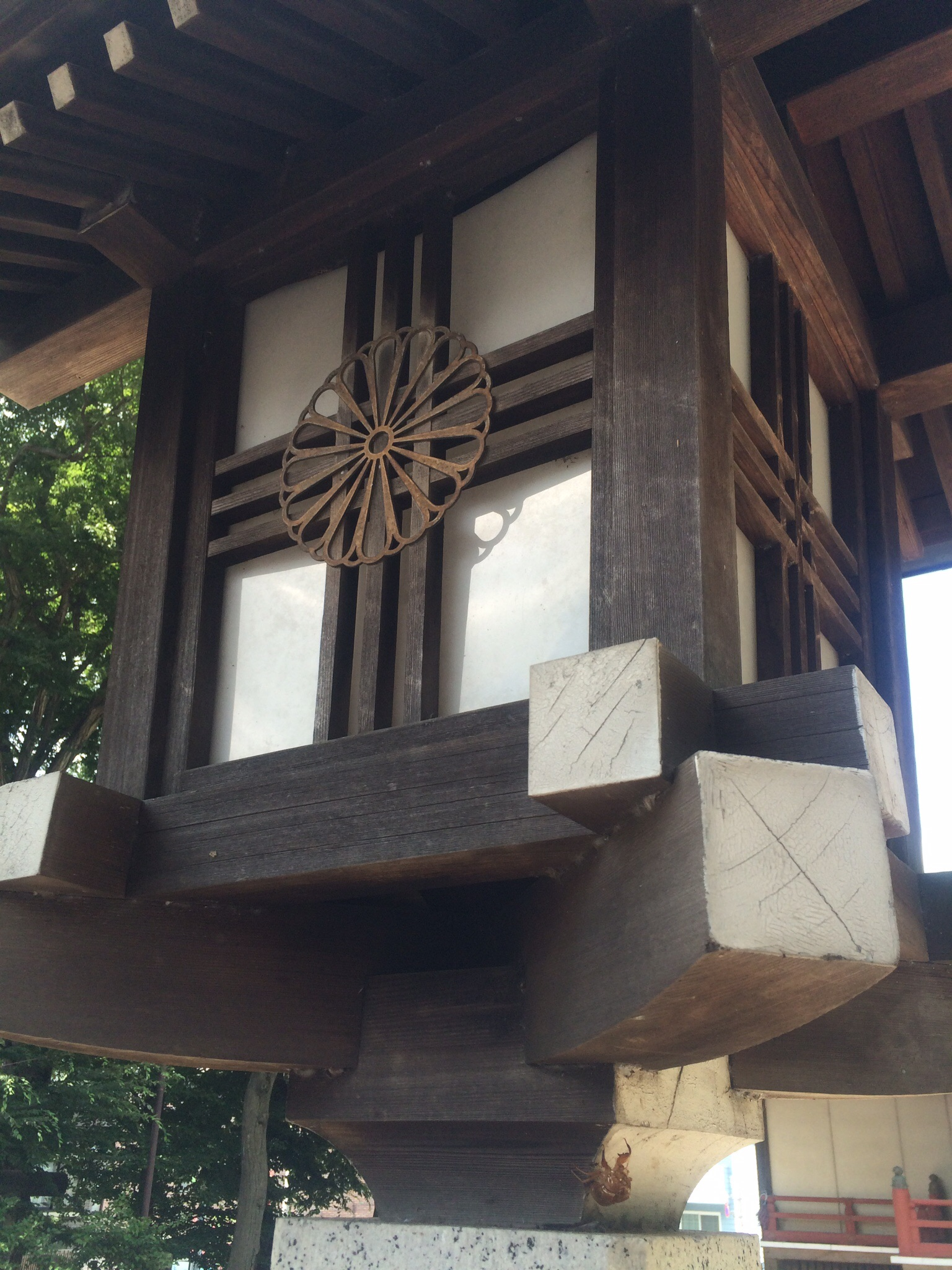
用賀神社の灯籠

鳥居の様式は、靖国鳥居である。本殿の建築様式は、神明造である。
灯篭は、木製で、鉄製の菊紋が貼ってある。

### 境内にある御社殿及び主要建物
- 御社殿 神明造(尾州檜)  33坪 1976年(昭和51年)5月3日竣工[5]
- 神楽殿 木造15坪
- 神輿庫 木造10坪
- 御水舎 石造屋根付
- 参集殿 木造60坪

### 境内社

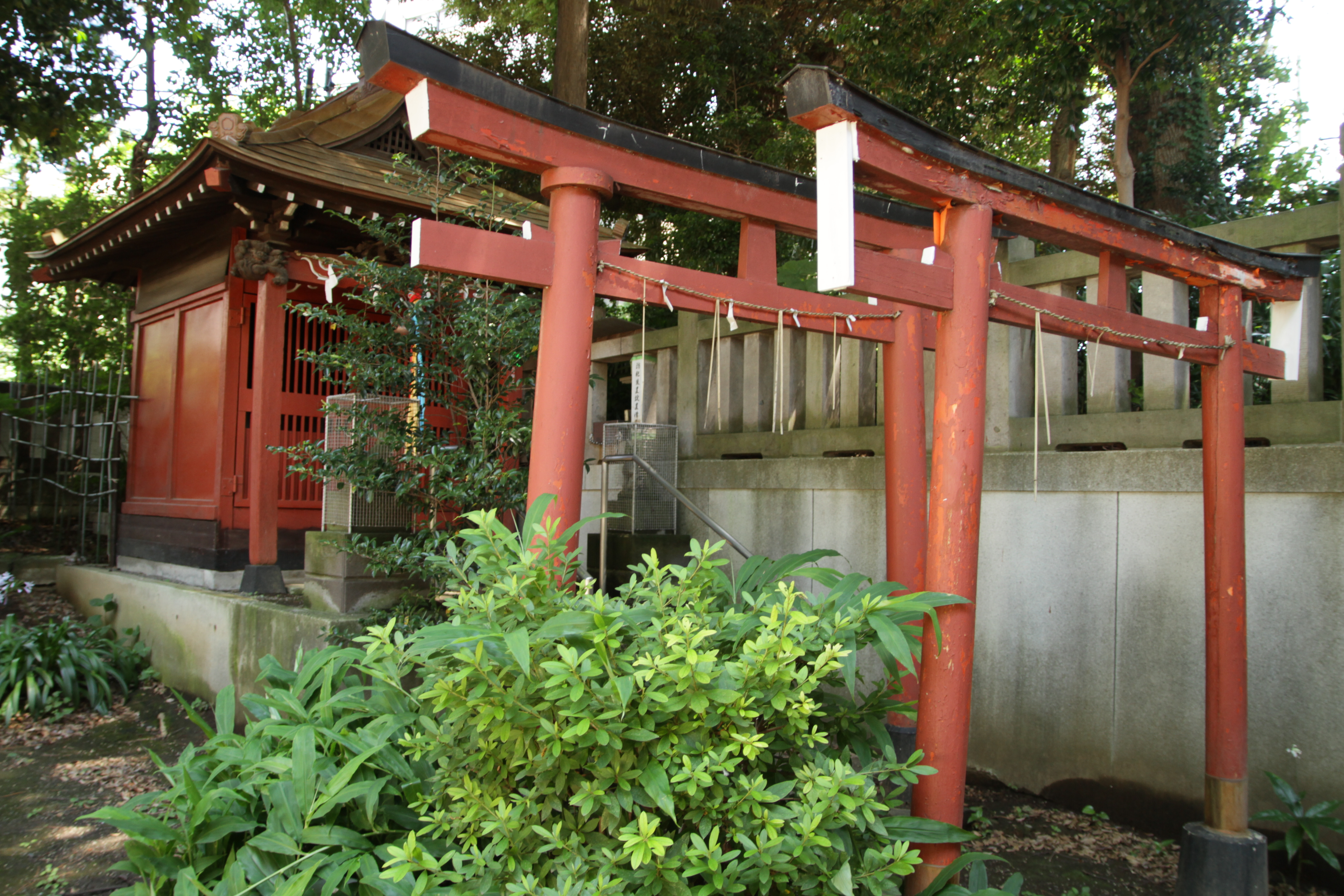
境内末社の稲荷神社

- 稲荷社

## 年中行事
主な祭事
- 01月1日 歳旦祭 (さいたんさい)
- 02月11日 紀元祭 (きげんさい)
- 03月4日 祈年祭(きねんさい)
- 11月15日 七五三
- 11月29日 新嘗祭(にいなめさい)
- 12月30日 年越大祓(としこしのおおはらえ)

## 交通アクセス
- 鉄道
  - 東急田園都市線 用賀駅より徒歩3分[2]
- バス

| 乗車駅       | 系統 | 下車停留所     | 運行事業者 |
| ------------ | ---- | -------------- | ---------- |
| 成城学園前駅 | 等12 | 「用賀神社前」 | ■東急      |
| 恵比寿駅     | 恵32 | 「用賀神社前」 | ■東急      |

## 関連文献
- 「用賀村 神明社/八幡社/天神社」『新編武蔵風土記稿』 巻ノ48荏原郡ノ10、内務省地理局、1884年6月。NDLJP:763982/14。